# باتا (أراد)
باتا  هي قرية تقع في إقليم أراد في رومانيا. تبعد عن أراد 67 كم.

## السكان
حسب إحصائيات 2002 بلغ عدد سكان القرية 1,226 نسمة.